# Szema állomás
Szema (Sema) állomás a szöuli metró 1-es vonalának  állomása Kjonggi (Gyeonggi) tartomány Oszan (Osan) városában.

## Viszonylatok
| 1-es vonal                                       | 1-es vonal                              | 1-es vonal                                       |
| ------------------------------------------------ | --------------------------------------- | ------------------------------------------------ |
| Pjongdzsom (Byeongjeom) Szojoszan (Soyosan) felé | Kjongbu (Gyeongbu) szakasz személyvonat | Oszan (Osan)i Főiskola Sincshang (Sinchang) felé |
| Korail                                           |                                         |                                                  |
| Pjongdzsom (Byeongjeom) Szöul felé               | Kjongbu (Gyeongbu) vonal                | Oszan (Osan)i Főiskola Puszan (Busan) felé       |